# A LaMia Airlines 2933-as járatának katasztrófája
A LaMia Airlines 2933 légikatasztrófa 2016. november 28-án, helyi idő szerint 22:15-kor történt Kolumbiában. A repülőn a brazil AF Chapecoense labdarúgócsapata utazott a kolumbiai Medellínbe, hogy megmérkőzzön az Atlético Nacional együttesével a Copa Sudamericana döntőjének első mérkőzésén. A gépen 9 fős személyzet és 68 utas tartózkodott, köztük 21 újságíróval.
Az Avro RJ85 típusú utasszállító repülőgép nem sokkal a tervezett leszállás előtt lezuhant. A katasztrófában 71-en haltak meg és mindössze 6-an élték túl.

## A baleset
A repülőgép a bolíviai Santa Cruz de la Sierrából tartott a kolumbiai Medellínbe. A fedélzeten 68 utas, köztük a brazil AF Chapecoense labdarúgócsapatának játékosai, edzői, újságírók és 9 fős személyzet tartózkodott.
Nem sokkal a célállomás előtt a repülő eltűnt a radarokról és vészjelzést küldött az elektronikai rendszer meghibásodásáról. A kolumbiai polgári repülés vezetője azt mondta: a hatóságok nem zárják ki, hogy a repülőgép kifogyott az üzemanyagból, erről számolt be ugyanis a balesetet túlélő egyik légiutas-kísérő. A balesetben 71-en veszítették életüket és mindössze 6-an élték túl. A legelső jelentések még 81 főről és 75 halálos áldozatról írtak, de mint kiderült, 4 személy az indulás előtt lemondta az utat.

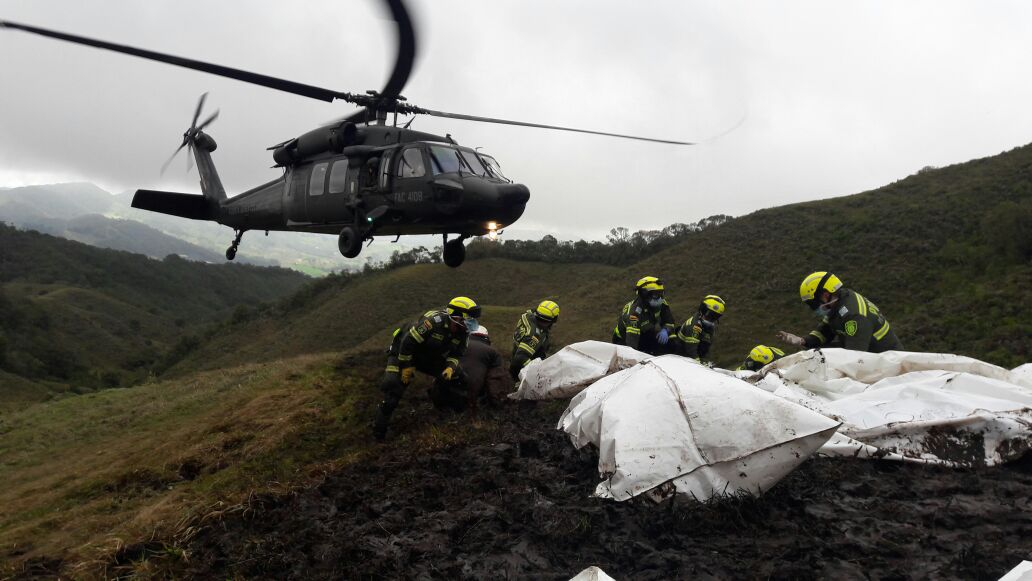
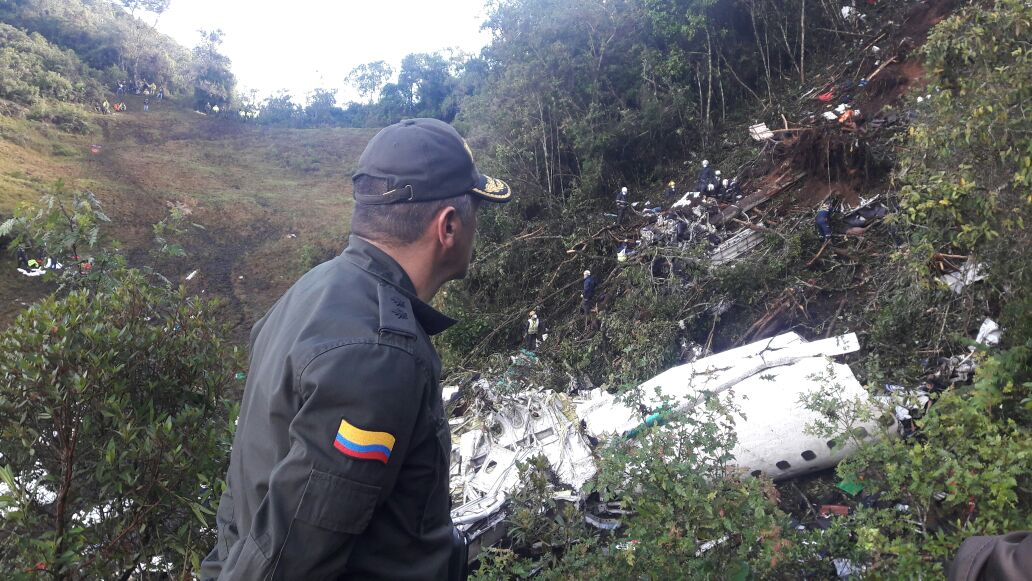
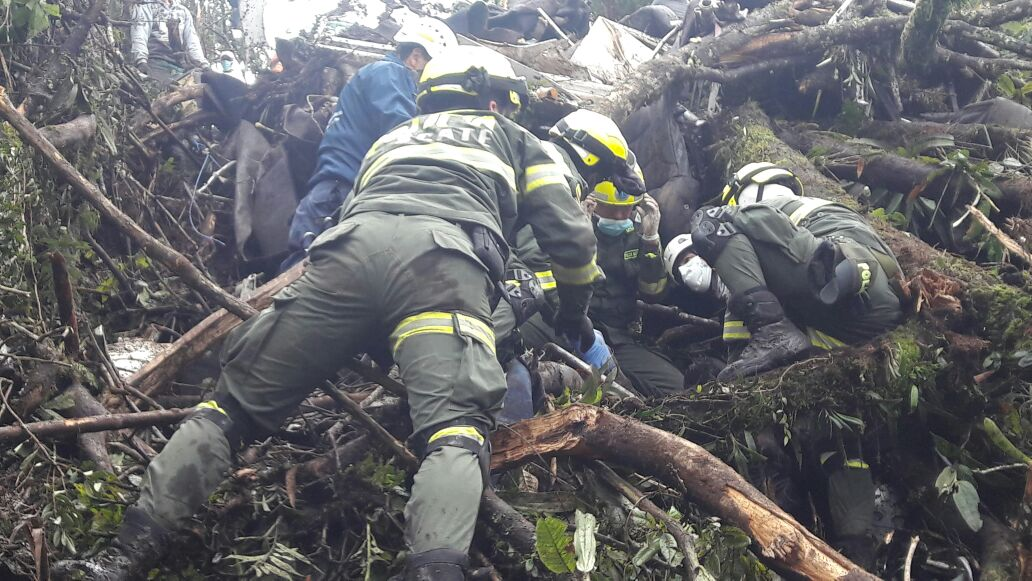

## A repülőgép
Az Avro RJ85 típusú utasszállító repülőgép első felszállása 1999. március 26-án volt. A gép lajstromjele: CP-2933. A LaMia Airlines venezuelai-bolíviai légitársasága üzemeltette. A baleset időpontjában a CP-2933 volt a vállalat egyetlen működőképes gépe a három RJ85-ös közül. 

## A vizsgálat és a baleset lehetséges okai
A mentések közben megtalálták a repülőgép feketedobozát. A katasztrófa okait még vizsgálják. Az első beszámolók alapján üzemanyaghiány, az elektromos műszerek meghibásodása és a pilóta késői reagálása lett megemlítve. A bolíviai hatóságok később felfüggesztették a LaMia működési engedélyét, Evo Morales államelnök pedig teljes körű vizsgálatot ígért.

## Az elhunyt utasok névsora[6]
| Labdarúgók - Ailton Cesar Junior Alves da Silva (Canela) (22) - Ananias Elói Castro Monteiro (27) - Arthur Brasiliano Maia (24) - Bruno Rangel Domingues (34) - Cléber Santana (35) - Marcos Danilo Padilha (31) - Dener Assunção Braz (25) - Everton Kempes dos Santos Gonçalves (31) - Filipe José Machado (32) - Guilherme Gimenez de Souza (21) - José Gildeixon Clemente de Paiva (Gil) (29) - Josimar Rosado da Silva Tavares (30) - Lucas Gomes da Silva (26) - Marcelo Augusto Mathias da Silva (25) - Mateus Lucena dos Santos (Caramelo) (22) - Matheus Biteco Bitencourt da Silva (21) - Sergio Manoel Barbosa Santos, (27) - Tiago Da Rocha Vieira (Tiaguinho) (22) - Willian Thiego de Jesus (30) | Stábtagok - Luiz Carlos Saroli Caio Júnior (vezetőedző) (55) - Sandro Pallaoro (elnök) - Adriano Bitencourt - Anderson Paixão - Anderson Martins - Cleberson Fernando da Silva - Daví Barela Dávi - Decio Filho - Delfim de Pádua Peixoto Filho - Edir de Marco - Eduardo de Castro Filho - Eduardo Preuss - Emersson Domenico - Gilberto Thomaz - Jandir Bordignon - Luiz Cunha - Luiz Grohs (Pipe Grohs) - Marcio Koury - Mauro Bello | - Mauro Stumpf - Nilson Jr. - Rafael Gobbato - Ricardo Porto - Sérgio de Jesus |

Riporterek, újságírók
| - André Podiacki - Ari de Araújo Jr. - Bruno Mauri da Silva - Devair Paschoalon - Djalma Araújo Neto - Douglas Dorneles - Edson Ebeliny | - Fernando Doesse Schardong - Gelson Galiotto - Giovane Klein Victória - Guilherme Marques - Guilherme Laars - Jacir Biavatti - Laion Espíndola | - Lilacio Pereira Jr. - Mário Sérgio Pontes de Paiva - Paulo Júlio Clement - Renan Agnolin - Rodrigo Santana Gonçalves - Victorino Chermont | Személyzet - Alex Quispe - Angel Lugo - Gustavo Encina - Miguel Quiroga - Ovar Goytia - Romel Vacaflores - Sisy Arias |

Túlélők névsora
- Alan Ruschel (labdarúgó)
- Jakson Follmann (labdarúgó)
- Neto (labdarúgó)
- Rafael Henzel (újságíró)
- Ximena Suárez (személyzet)
- Erwin Tumiri (személyzet)

## Reakciók
Az egész futballvilágot megrázta a tragédia. Az együttérzés jeleként a Chapecoense zöld színébe borult, többek között a párizsi Eiffel-torony, az Allianz Arena Münchenben, a Wembley Stadion és a Megváltó Krisztus szobra Rio de Janeiróban. A Barcelona és a Real Madrid edzése előtt egyperces néma gyászszünettel adóztak az áldozatok emlékei előtt. Számos ország klubja és szövetsége jelezte, hogy megemlékeznek a tragédiáról. Ismert jelenlegi és korábbi labdarúgók, mint Wayne Rooney, Neymar, Michael Ballack a Twitteren fejezték ki együttérzésüket. A csapat otthonában Chapecóban ezrek vonultak a stadionhoz gyászolni. A brazil klubok egységesen azzal a kéréssel fordultak a Brazil labdarúgó-szövetséghez, hogy az elkövetkezendő három évben a Chapecoense kapjon védettséget és ne eshessen ki a bajnokságból. Emellett kölcsönjátékosokkal is segítenék az együttest, hogy vészeljék át ezt a nehéz időszakot. A portugál Benfica is jelezte, hogy hasonlóan segítené a klubot.
A csapat alelnöke, Ivan Tozzo is arról beszélt, hogy nem adják fel. „Újjáépítjük a klubot, igazolunk új játékosokat, egyeztetünk és türelmesek leszünk, megpróbáljuk folytatni a játékot a Brasileiraoban, amely nagyon fontos nekünk.”
A szurkolók első reakcióként a csapat mezeinek megvásárlásával segítették az együttest, pillanatok alatt el is fogyott az összes. Az argentin szövetség közleményben tudatta, hogy valamennyi argentin klub kész anyagilag is hozzájárulni a Chapecoense megsegítéséhez.
A kolumbiai Atlético Nacional csapata, akivel a Copa Sudamericana döntőjében találkoztak volna, hivatalosan is arra kérte a Dél-amerikai Labdarúgó-szövetséget (CONMEBOL), hogy adják a brazil csapatnak a kupát.
A Magyar Labdarúgó-szövetség honlapja november 30-ai beszámolójában közölte, hogy a klubok, játékosok és szurkolók a hétvégi bajnoki mérkőzések előtt egyperces néma főhajtással emlékeznek az elhunytak emlékére.

## Külső hivatkozások
- Amikor zuhan veled a gép, semmit sem tudsz tenni – Index, 2017. augusztus 25.
- Mi is együtt gyógyulunk a Chapecoense-tragédia túlélőivel – 24.hu, 2017. november 28.